# 密歇根喉盤魚
密歇根喉盤魚（學名：Gobiesox mexicanus），為輻鰭魚綱喉盤魚目喉盤魚科的其中一種，被
IUCN列為易危保育類動物，分布於中美洲墨西哥太平洋沿岸特萬特佩克灣以北的淡水流域，體長可達6.9公分，屬底棲性魚類，生活習性不明。